# Христианство в Азербайджане

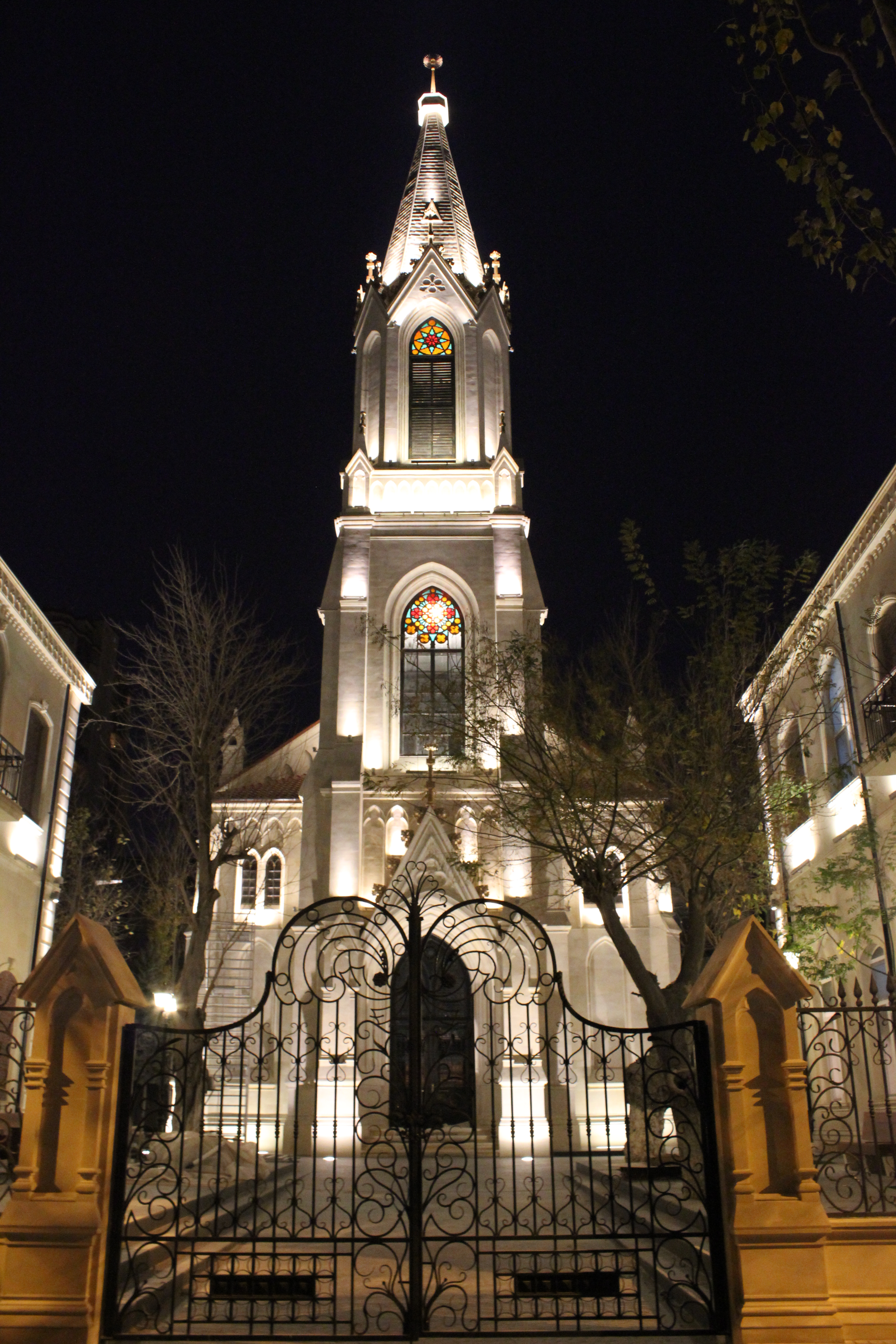
Церковь Спасителя, Баку

Христианство в Азербайджане (азерб. Azərbaycanda Xristianlıq) — после ислама вторая по количеству последователей религия, представлено несколькими конфессиями.

## История
Христианство было привнесено в Албанию из Армении. В IV веке Григорий Просветитель крестил царя Урнайра, царя Кавказской Албании (государства на территории нынешнего Азербайджана и российского Дагестана), и рукоположил в епископы своего внука Григориса
Находясь в канонической связи с Армянской церковью, Албанская церковь выступила против Халкидонского собора. На Вагаршапатском (491 год) и Двинском (527 год) соборах Армянской апостольской церкви, осудивших одновременно Халкидонский собор, Нестория и Евтихия и утвердивших армянское исповедание, присутствовали также албанцы. Халкидониты объявили армян и их союзников (кавказских албанцев и грузин) монофизитами, те же расценили Халкидонский собор как возврат к несторианству.
Когда в 590 году византийский император Маврикий, захватив значительную часть Армении, учредил альтернативный халкидонитский армянский католикосат в Аване, Армянская апостольская церковь оказалась в тяжелейшем положении. По этой причине Албанская церковь объявила о своей автокефалии, и албанский первоиерарх, объявленный католикосом, стал посвящаться на месте. Таким образом, первым католикосом Албанской церкви стал Абас (551—595). Однако уже в 705 году Албанская церковь вернулась в зависимость от Армянской Апостольской церкви, окончательно став её частью.

## Православие

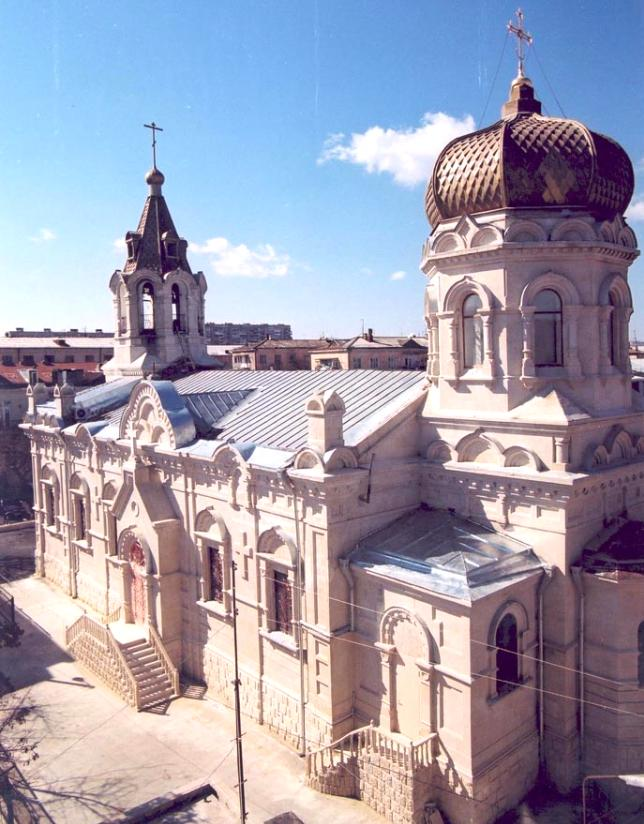
Кафедральный собор Святых Жен-мироносиц в Баку

Православие — вторая по численности конфессия в Республике Азербайджан (после ислама). По статистике, православных в Азербайджане 2,3 % (209,7 тыс. человек). Территория Азербайджана находится в юрисдикции Бакинско-Азербайджанской Епархии Русской православной церкви.
В 1815 году в Баку появляется первый православный храм, а уже при Николае I православие отделяется от монофизитства.
В 1905 году образована Бакинская епархия Русской Православной церкви. В советское время власти репрессировали священнослужителей Бакинской епархии, но уже в 1944 году были открыты 2 храма.
В 1998 году была образована Бакинско-Прикаспийская епархия Русской православной церкви. 22 марта 2011 года решением Священного Синода Русской Православной Церкви Бакинско-Прикаспийская епархия переименована в Бакинско-Азербайджанскую.
На 2011 год в стране действует 5 христианских православных храмов, 3 из которых находятся в Баку.

## Армянская апостольская церковь
В современном Азербайджане присутствие Армянской церкви (Эчмиадзинский католикосат) сохраняется на территории Нагорного Карабаха в западной части страны. По итогам Второй Карабахской войны, под фактическим контролем непризнанной Нагорно-Карабахской Республики и ААЦ остаётся монастырь Гандзасар.

## Албано-удинская христианская община
28 мая 2003 года в Азербайджане была создана некоммерческая организация "албано-удинская христианская община" , председателем которой стал Роберт Мобили. В 2010 году была зарегистрирована удинская христианская община Огуза.

## Католицизм
Католицизм в Азербайджане  или  Католическая Церковь в Азербайджане  является частью всемирной Римско-Католической Церкви.

### История
История присутствия Римско-Католической Церкви в Азербайджане начинается с XIV века. С начала XIV века на территорию нынешнего Азербайджана стали прибывать миссионеры из монашеских орденов доминиканцев, кармелитов, августинцев и францисканцев. В это время усилиями монахов создавались католические миссии, образовательные учреждения и монастыри в Баку, Нахичевани, Гяндже. Особую роль в миссионерской деятельности Католической Церкви в то время сыграл французский король Людовик XIV, который обратился к персидскому шейху Султан-Хусейну с посланием поддерживать христиан, которые проживали в Персии. Римский папа Климент XI также неоднократно обращался к шейху с просьбой не притеснять христиан. Между Францией и Персией в 1708 и 1715 гг. были подписаны договора, в которых Персия брала под свою опеку католических миссионеров и разрешала им действовать на территории Персии. К концу XVIII века миссионерская деятельность монахов постепенно затухла и прекратила свою деятельность.

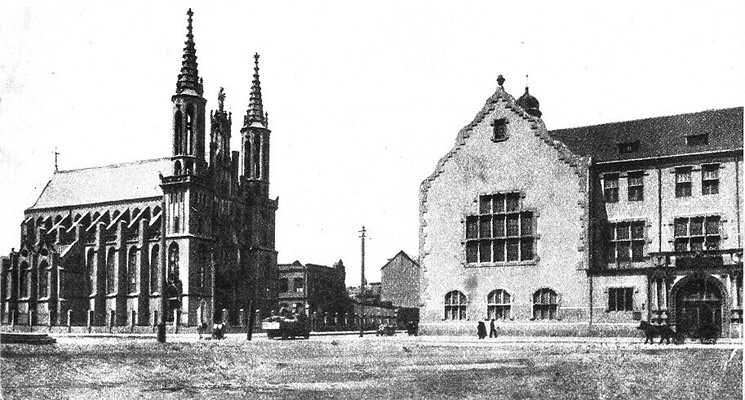
Католический храм Непорочного Зачатия в Баку (до разрушения)

После присоединения Азербайджана к Российской империи, в Азербайджан стали прибывать христиане различных деноминаций. В XIX веке в Азербайджане были обнаружены нефтяные месторождения и сюда стали приезжать рабочие и инженеры из других Европейской части Российской империи, среди которых были и католики из Польши и Литвы. С 60-х годов XIX века в Баку существовала католическая община, которая в 1894 году построила католическую часовню Непорочного зачатия Пресвятой Девы Марии.

#### XX век
В 1909 году в Баку было начато строительство католического храма. В 1912 году строительство этого храма было завершено. Католическая община в Баку в начале XX века насчитывала около 2550 человек.
После Октябрьской революции и установления советской власти в Азербайджане начались притеснения Католической Церкви. В начале 30-х годов XX века были репрессированы католическое духовенство, служившее в Бакинском приходе и многочисленные верующие. В 1931 году католический храм в Баку был полностью разрушен.
С 1991 года, после обретения Азербайджаном независимости, в Баку предпринимались попытки местных католиков возродить католическую общину. В 1997 году в Баку прибыл первый католический священник, который стал заниматься возрождением католической общины. В ноябре 2000 года Святой Престол учредил в Азербайджане миссию sui iuris, которую возглавил монах из монашеского ордена салезианцев.

#### XXI век
В настоящее время в Азербайджане действует миссия sui iuris. В Баку находится единственная на территории Азербайджана католическая церковь Непорочного зачатия Пресвятой Девы Марии, прихожанами которой являются около 200 человек. Всего в Азербайджане проживает примерно около 2000 католиков.
Между Азербайджаном и Ватиканом установлены дипломатические отношения. 6 июля 2011 года после ратификации Ватиканом вступило в силу соглашение с правительством Азербайджана о государственной регистрации в стране католической общины.

## Протестантизм

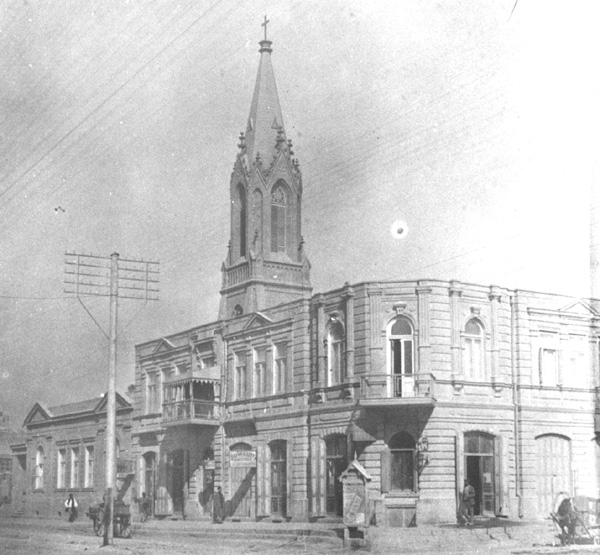
Лютеранская церковь в Баку

Первые протестанты появились в Азербайджане в начале XIX века — это были немецкие колонисты, исповедующие лютеранство. Первая баптистская церковь была образована в Баку в 1880 году бывшим молоканином В. В. Ивановым-Клышниковым. На рубеже XIX и XX веков в крае формируются общины адвентистов. В годы советской власти в Азербайджанской ССР возникают общины пятидесятников.
В 1992 году, после распада Советского Союза, баптистские общины страны сформировали Союз евангельских христиан-баптистов Азербайджана. В настоящее время союз объединяет 22 общины с 3 тыс. членами. Церковь имеет свои филиалы в 18 регионах Азербайджана, в том числе в Гяндже, Сумгаите, Ширване, Загатале и др..
Различные пятидесятнические церкви насчитывают до 4,4 тыс. прихожан (2010 год). Самым крупным пятидесятническим объединением является церковь «Слово жизни» (4 общины, 1,8 тыс. верующих). Церковь христиан веры евангельской Азербайджана объединяет 11 общин и 850 верующих. Ряд пятидесятнических общин входят в Объединённую церковь христиан веры евангельской.
Объедение мультиденоминационных Домашних Церквей «Alov» функционирует с 2010 года. https://alov.az/ . Деятельность Объеденения как в Азербайджане так же и за пределами страны. Объедение включает 48 домашних общин и 2800 прихожан.
По собственным данным Церковь адвентистов седьмого дня в 2014 году насчитывала в стране 5 общин и более 500 членов церкви.
Лютеранство в Азербайджане представлено лишь одним ныне действующим приходом — евангелическо-лютеранской общиной Спасителя (Баку). Церковь является автономной общиной при Союзе евангелическо-лютеранских церквей. Приход возобновил свою деятельность в 1994 году. В настоящее время его прихожанами являются ок. 200 человек.
Новоапостольская церковь Азербайджан представлена одной общиной, ответственность за которую несёт региональная новоапостольская церковь «Северный Рейн-Вестфалия».
В Азербайджане также действует ряд евангельских неденоминационных церквей. В первую очередь это «Великая благодать» в Баку и англоязычная община «Baku International Fellowship».